# Spring Breakin’ (2023)
Spring Breakin’ (2023)' – specjalny odcinek cotygodniowego programu NXT. Odbył się 25 kwietnia 2023 w WWE Performance Center w Orlando w stanie Floryda. Emisja była przeprowadzana na żywo za pośrednictwem USA Network.
Na gali odbyło się siedem walk. W walce wieczoru, Indi Hartwell pokonała Roxanne Perez i Tiffany Stratton broniąc NXT Women’s Championship.

## Produkcja i rywalizacje
Spring Breakin’ oferowało walki profesjonalnego wrestlingu z udziałem wrestlerów należących do brandu NXT. Wyreżyserowane rywalizacje (storyline’y) były kreowane podczas cotygodniowych gal NXT. Wrestlerzy są przedstawieni jako heele (negatywni, źli zawodnicy i najczęściej wrogowie publiki) i face’owie (pozytywni, dobrzy i najczęściej ulubieńcy publiki), którzy rywalizują pomiędzy sobą w seriach walk mających budować napięcie. Kulminacją rywalizacji jest walka wrestlerska lub ich seria.

### Carmelo Hayes vs. Grayson Waller
11 kwietnia na odcinku NXT, Grayson Waller pokonał Dragona Lee, Duke’a Hudsona i JD McDonagha w Fatal 4-Way matchu i został pretendentem numer jeden do mistrzostwa NXT Carmelo Hayesa na Spring Breakin’.

### Andre Chase vs. Bron Breakker
11 kwietnia na odcinku NXT, gdy Chase University (Andre Chase, Duke Hudson i Thea Hail) wręczali nagrodę MVP dla Hudsona, zostali skonfrontowani przez Brona Breakkera, który ich powalił. W następnym tygodniu, Hudson rzucił wyzwanie Breakkerowi, by zmierzył się z Chasem na Spring Breakin’, co zostało oficjalnie ogłoszone.

### Debiut Oba Femiego
Począwszy od odcinka NXT z 4 kwietnia, wyemitowano pakiety wideo, które mówiły o debiutcie w NXT nowego wrestlera imieniu Oba Femi. 18 kwietnia ogłoszono, że Femi zadebiutuje w NXT na Spring Breakin’.

### Pretty Deadly vs. The Family
4 kwietnia na odcinku NXT, Pretty Deadly (Kit Wilson i Elton Prince) pokonali Tony’ego D’Angelo Channinga "Stacks" Lorenzo, kiedy Wilson i Prince zamienili się miejscami, pozwalając Prince’owi wysłać D’Angelo w odsłonięty narożnik. W następnym tygodniu, wideo NXT Anonymous pokazało, jak D’Angelo i Lorenzo atakują Pretty Deadly na parkingu, a Wilson zostaje porwany w bagażniku samochodu.

### Indi Hartwell vs. Roxanne Perez vs. Tiffany Stratton
Na Stand & Deliver, Roxanne Perez straciła mistrzostwo kobiet NXT na rzecz Indi Hartwell w ladder matchu. Na odcinku z 18 kwietnia, po tym, jak Perez wygrała swoją walkę, Hartwell przerwała. Hartwell stwierdziła, że powodem, dla którego nadal jest mistrzynią, jest Perez i dała jej walkę o tytuł na Spring Breakin’. Tiffany Stratton przerwała, czyniąc z tego Triple threat match.

### Brooks Jensen i Kiana James vs. Josh Briggs i Fallon Henley
11 kwietnia na odcinku NXT, Fallon Henley i Kiana James (z Joshem Briggsem i Brooksem Jensenem) nie zdobyły mistrzostwo kobiet Tag Team NXT po tym, jak Jensen został wyrzucony z ringside’u. W następnym tygodniu, James i Briggs kłócili się za kulisami, a Briggs oświadczył, że zakończył swoją przyjaźń z Jensenem. Później tej nocy, James i Jensen wyzwali Henleya i Briggsa na Mixed tag team match, który został oficjalnie ogłoszony na Spring Breakin’.

### Cora Jade vs. Lyra Valkyria
4 kwietnia na odcinku NXT, po powrocie Cory Jade, za kulisami skonfrontowała się z Lyrą Valkyrią. W następnym tygodniu, Jade wygłosiła promo, w którym skupiła się na mistrzostwie kobiet NXT, ale została skonfrontowana z Valkyrią. Valkyria następnie zaatakowała Jade, która była w stanie się wycofać. Na odcinku z 18 kwietnia, po tym, jak Jade wygrała swoją walkę, Valkyria skonfrontowała się z Jade i oświadczyła, że zmierzą się ze sobą na Spring Breakin’.

## Wyniki walk
| Nr                                 | Wyniki | Stypulacje                                     | Czas  |
| ---------------------------------- | --- | ---------------------------------------------- | ----- |
| 1                                  | The Family (Tony D’Angelo i Channing "Stacks" Lorenzo) pokonali Pretty Deadly (Kita Wilsona i Eltona Prince’a) | Trunk match                                    | 12:31 |
| 2                                  | Bron Breakker pokonał Andre Chase’a (z Duke Hudsonem) poprzez submission                                       | Singles match                                  | 2:19  |
| 3                                  | Cora Jade pokonała Lyrę Valkyrię poprzez pinfall                                                               | Singles match                                  | 8:19  |
| 4                                  | Carmelo Hayes (c) pokonał Graysona Wallera poprzez pinfall                                                     | Singles match o NXT Championship               | 12:03 |
| 5                                  | Josh Briggs i Fallon Henley pokonali Brooksa Jensena i Kianę James poprzez pinfall                             | Mixed tag team match                           | 11:43 |
| 6                                  | Oba Femi pokonał Oro Mensaha poprzez pinfall                                                                   | Singles match                                  | 3:35  |
| 7                                  | Indi Hartwell (c) pokonała Roxanne Perez i Tiffany Stratton poprzez pinfall                                    | Triple threat match o NXT Women’s Championship | 15:12 |
| (c) – mistrz/mistrzyni przed walką | |                                                |       |